# Piryn (schronisko)
Piryn (bułg. Пирин) – schronisko turystyczne w Bułgarii położone w paśmie górskim Piryn na wysokości 1640 m n.p.m., położona w dolinie rzeki Demirkapijskiej.
Schronisko zostało wybudowane w 1934 roku pod nazwą Welebit, później przemianowane na nazwę Tri reki. Od 1945 roku zmieniono na Pirin.
Budynek jest masywny i 3-piętrowy, o pojemności 78 miejsc. Jest zaopatrzony w bieżącą wodę i prąd.

## Szlaki turystyczne
Od schroniska najbliżej jest do szczytu Kamenica, także stąd można dotrzeć do głównych szczytów Pirynu między Dżanem a Bojkowym wrychem. Sąsiednie schroniska to Malina, Tewno ezero, Begowica, Bezbog, Demjanica, Popowi liwadi.